# John Kynaston Cross
John Kynaston Cross (13 octobre 1832 - 20 mars 1887), est un industriel du coton britannique et un politicien du Parti libéral. Il est Sous-secrétaire d'État à l'Inde sous William Gladstone de 1883 à 1885.

## Jeunesse
Cross est le deuxième des treize enfants de John Cross et de son épouse Hannah, fille de Richard Kynaston. Il hérite de la société de filature de coton de Cross et Winkworth, qui est à l'époque l'une des plus grandes entreprises de ce type dans le Lancashire .

## Carrière politique
Il est élu au Parlement pour Bolton en 1874, un siège qu'il occupe jusqu'en 1885, quand il est battu. En 1883, il est nommé sous-secrétaire d'État à l'Inde dans la deuxième administration libérale de William Ewart Gladstone, poste qu'il conserve jusqu'à la chute du gouvernement deux ans plus tard.

## Famille
Cross épousé Emily Carlton. Ils ont cinq fils et trois filles. Cross a souffert de diabète qui a provoqué une grave dépression. Il s'est suicidé par pendaison en mars 1887, à l'âge de 54 ans. Sa femme est décédée en 1911.
Cross est un collectionneur des œuvres d'Ary Scheffer .